# Asynapta furcifer
Asynapta furcifer is een muggensoort uit de familie van de galmuggen (Cecidomyiidae). De wetenschappelijke naam van de soort is voor het eerst geldig gepubliceerd in 1932 door Barnes.